# Елёвка
Елёвка — река в России, протекает в Белохолуницком районе Кировской области. Устье реки находится в 110 км по правому берегу реки Белая Холуница. Длина реки составляет 12 км.
Река берёт начало на Верхнекамской возвышенности на границе с Омутнинским районом в заболоченном лесу в 11 км к юго-западу от посёлка Чёрная Холуница. Течёт на запад по ненаселённому, заболоченному лесному массиву. Впадает в Белую Холуницу в 9 км юго-восточнее посёлка Климковка.

## Данные водного реестра
По данным государственного водного реестра России относится к Камскому бассейновому округу, водохозяйственный участок реки — Вятка от истока до города Киров, без реки Чепца, речной подбассейн реки — Вятка. Речной бассейн реки — Кама.
Код объекта в государственном водном реестре — 10010300212111100032119.